# Putte Kock
Pour les articles homonymes, voir Kock.
Rudolf Kock dit Putte Kock, né le 29 juin 1901 à Stockholm et mort le 31 octobre 1979 à Stockholm, est un joueur suédois de football, hockey sur glace et de bridge.

## Biographie

### Joueur de football

#### En club
Kock est joueur de l'AIK Fotboll de 1915 à 1928,.
Il est sacré Champion de Suède en 1924.
Lors de l'année 1926, il évolue en France avec l'US Suisse.
Après une dernière saison en 1927-1928 avec l'AIK, il raccroche les crampons.

#### En équipe nationale
International suédois, Putte Kock dispute 37 matchs pour 12 buts inscrits en équipe nationale suédoise de 1921 à 1930,.
Il dispute son premier match en sélection le 29 mai 1919 en amical contre la Finlande (victoire 1-0 à Stockholm).
Kock fait partie de l'équipe suédoise médaillée de bronze lors des Jeux olympiques de 1924 : il est titulaire lors de cinq matchs durant le tournoi, inscrivant 4 buts (un triplé contre la Belgique en huitièmes de finale et un but contre la Suisse en demi-finale).
Son dernier match en sélection a lieu le 23 août 1925 contre la Norvège dans le cadre du Championnat nordique (victoire 7-3 à Oslo).

### Joueur de hockey sur glace
Il reçoit six sélections pour l'équipe suédoise de hockey sur glace, dont le Championnat d'Europe de hockey sur glace 1922, et a marqué cinq buts.

### Entraîneur de football
Après avoir dû mettre fin prématurément à sa carrière en raison d'une blessure au genou, il devient entraîneur de football avec le club rival de l'AIK le Djurgården.
Il entraîne l'équipe nationale de Suède lors de la période 1943–1956.
Avec George Raynor, il qualifie la Suède pour les Jeux olympiques de 1948 (or), la Coupe du monde de 1950 (troisième place) et les Jeux olympiques de 1952 (troisième place).

### Bridge
Après sa carrière d'entraîneur, Kock est un commentateur sportif célèbre et apprécié à la télévision suédoise.

## Palmarès

### Football
| \| AIK Fotboll - Championnat de Suède (1) : - Champion : 1923-24. \| |  | Suède - Jeux olympiques : - Bronze : 1924. |
| AIK Fotboll - Championnat de Suède (1) : - Champion : 1923-24.       |  |                                            |

### Bridge
- Championnats du monde par équipe (Bermuda Bowl) 
  - Classé troisième représentant la Suède et l'Islande en 1950
  - Deuxième représentant la Suède en 1953

- Championnat d'Europe de bridge (en)
  - Premier représentant de la Suède en 1939 et 1952
  - Deuxième représentant la Suède en 1948, 1949 et 1950